# Monte M. Katterjohn
Monte Katterjohn (Boonville, 20 ottobre 1891 – Evansville, 8 settembre 1949) è stato uno sceneggiatore statunitense.
Si firmava normalmente Monte J. Katterjohn o, talvolta, Monte Ktterjohn.

## Biografia
Nato nell'Indiana, Monte M. Katterjohn scrisse la sua prima sceneggiatura nel 1912, a 21 anni per un western di Charles Giblyn, His Squaw, prodotto dalla Broncho Film Company, una piccola compagnia che rimase attiva solo tre anni, dal 1912 al 1915. Nei primi anni venti, scrisse l'adattamento di due film interpretati da Rodolfo Valentino, Lo sceicco del 1921 e Il mozzo dell'Albatros del 1922, ambedue diretti da George Melford.
Nel corso della sua carriera, Katterjohn scrisse settanta tra soggetti e sceneggiature. Si ritirò nel 1931, firmando l'adattamento di Daughter of the Dragon, un film di Lloyd Corrigan interpretato da Anna May Wong.
Katterjohn morì l'8 settembre 1949 nell'Indiana, a Evansville, poco prima di compiere 58 anni.

## Filmografia
La filmografia è completa.Quando manca il nome del regista, questo non viene riportato nei titoli
- His Squaw, regia di Charles Giblyn (1912)
- A Mock Marriage, regia di George Nichols (1913)
- The Heart of Valeska, regia di Ashley Miller (1913)
- What God Hath Joined Together, regia di Rollin S. Sturgeon (1913)
- The Greed of Osman Bey, regia di Richard Ridgely (1913)
- A Light on Troubled Waters, regia di Walter Edwin (1913)
- Hiram Green, Detective, regia di Charles M. Seay (1913)
- Father's Hatband, regia di Van Dyke Brooke (1913)
- A Tudor Princess, regia di J. Searle Dawley  (1913)
- The Baited Trap (1914)
- The Battle of the Weak, regia di Theodore Marston (1914)
- Miss Nobody from Nowhere, regia di Ray C. Smallwood - cortometraggio (1914)
- The Stranger at Hickory Nut Gap (1914)
- A Million in Pearls (1914)
- The Chinatown Mystery, regia di Reginald Barker - cortometraggio (1915)
- The Broken Law, regia di Oscar Apfel (1915)
- The Wood Nymph, regia di Paul Powell (1916)
- The Apostle of Vengeance, regia di William S. Hart - sottetto e sceneggiatura (1916)
- The Captive God, regia di Charles Swickard (1916)
- The Patriot, regia di William S. Hart (1916)
- The Jungle Child, regia di Walter Edwards (1916)
- The Female of the Species, regia di Raymond B. West (1916)
- The Weaker Sex, regia di Raymond B. West - sceneggiatura (1917)
- The Gun Fighter, regia di William S. Hart - storia e sceneggiatura (1917)
- Princess of the Dark, regia di Charles Miller (1917)
- Back of the Man, regia di Reginald Barker (1917)
- Sweetheart of the Doomed, regia di Reginald Barker (1917)
- Bawbs o' the Blue Ridge, regia di Charles Miller (1917)
- The Clodhopper, regia di Victor Schertzinger (1917)
- The Flame of the Yukon, regia di Charles Miller (1917)
- Golden Rule Kate, regia di Reginald Barker (1917)
- Idolators, regia di Walter Edwards (1917)
- Mountain Dew, regia di Thomas N. Heffron (1917)
- Madam Who, regia di Reginald Barker (1918)
- Within the Cup, regia di Raymond B. West (1918)
- Carmen of the Klondike, regia di Reginald Barker (1918)
- An Alien Enemy, regia di Wallace Worsley (1918)
- The Source, regia di George Melford (1918)
- The Man from Funeral Range, regia di Walter Edwards (1918)
- Such a Little Pirate, regia di George Melford (1918)
- Puppy Love, regia di Roy William Neill (1919)
- The Lord Loves the Irish, regia di Ernest C. Warde - storia, sceneggiatura (1919)
- Silk Husbands and Calico Wives, regia di Alfred E. Green (1920)
- Cabareting Under Difficulties (1920)
- The Yellow Typhoon, regia di Edward José (1920)
- Harriet and the Piper, regia di Bertram Bracken (1920)
- Cold Steel, regia di Sherwood MacDonald (1921)
- Sangue di zingara (The Great Moment), regia di Sam Wood (1921)
- The Great Impersonation, regia di George Melford - scenario (1921)
- Lo sceicco (The Sheik), regia di George Melford (1921)
- Il mozzo dell'Albatros (Moran of the Lady Letty), regia di George Melford (1922)
- The Green Temptation, regia di William Desmond Taylor (1922)
- A Self-Made Man, regia di Rowland V. Lee (1922)
- Una donna impossibile (The Impossible Mrs. Bellew), regia di Sam Wood (1922)
- La mia sposa americana (My American Wife), regia di Sam Wood (1922)
- Jazz-Band (Prodigal Daughters), regia di Sam Wood (1923)
- The Eternal Struggle, regia di Reginald Barker - sceneggiatura (1923)
- Satana (His Children's Children), regia di Sam Wood - sceneggiatura (1923)
- The Next Corner, regia di Sam Wood (1924)
- The White Desert, regia di Reginald Barker (1925)
- Without Mercy, regia di George Melford (1925)
- Three Faces East, regia di Rupert Julian (1926)
- A Social Celebrity, regia di Malcolm St. Clair (1926)
- The Broadway Boob, regia di Joseph Henabery (1926)
- The Flame of the Yukon, regia di George Melford (1926)
- Walking Back, regia di Rupert Julian e, non accreditato, Cecil B. DeMille  (1928)
- Ragazze d'America (Broadway Babies), regia di Mervyn LeRoy (1929)
- Party Girl, regia di Victor Halperin (1930)
- L'isola del paradiso (Paradise Island), regia di Bert Glennon (1930)
- Daughter of the Dragon, regia di Lloyd Corrigan (1931)